# Authieule
Authieule is een gemeente in het Franse departement Somme (regio Hauts-de-France) en telt 340 inwoners (2004). De plaats maakt deel uit van het arrondissement Amiens.

## Geografie
De oppervlakte van Authieule bedraagt 4,6 km², de bevolkingsdichtheid is 73,9 inwoners per km².
De onderstaande kaart toont de ligging van Authieule met de belangrijkste infrastructuur en aangrenzende gemeenten.

## Demografie
Onderstaande figuur toont het verloop van het inwonertal (bron: INSEE-tellingen).